# بيلي وارتون
بيلي وارتون (بالإنجليزية: Billy Wharton)‏ هو سياسي أمريكي، ولد في 5 مايو 1969.